# Salon des Refusés

Whistler, Het witte meisje, 1862, National Gallery of Art, Washington D.C.

De Salon des Refusés ("Salon van de geweigerden") was een vanaf 1863 onregelmatig gehouden tentoonstelling in Parijs, parallel aan de officiële Parijse salon. Op de Salon des Refusés werden door Parijse galeries schilderijen en beeldhouwwerken tentoongesteld die niet toegelaten werden tot de officiële salon.
De kunsthistorisch belangrijkste Salon des Refusés was die van 1863, die op initiatief van Napoleon III tot stand kwam, nadat er kritiek op de selectiecriteria van de jury was gekomen. Er werden dat jaar niet minder dan 3000 werken geweigerd van de 5000 inzendingen. Op de eerste Salon des Refusés in 1863 stelde Édouard Manet zijn Le déjeuner sur l'herbe voor (dat overigens vervolgens gecensureerd zou worden). Andere deelnemers aan de verschillende Salons des Refusés waren James McNeill Whistler (met Het witte meisje), Henri Fantin-Latour, Paul Cézanne, Armand Guillaumin, Johan Barthold Jongkind en Camille Pissarro.

## De Parijse Salon
De Parijse salon was de belangrijkste Franse kunsttentoonstelling. De jury die bepaalde welke werken daar tentoongesteld werden, hield er de traditionele smaak van de kunstacademies op na zoals die aan de École des Beaux Arts onderwezen werd. In de tweede helft van de 19e eeuw kwam er steeds sterkere kritiek op de jury. Binnen de jury speelden zich talloze intriges af om het opnemen van bepaalde kunstenaars zeker te stellen, want wie op de Parijse Salon tentoongesteld werd en in de pers goede besprekingen kreeg, en zelfs een onderscheiding kreeg, was verzekerd van financieel succes. Geweigerde kunstwerken waren zelden verkoopbaar. Van de schilder Johan Barthold Jongkind is bekend dat hij de verkoopprijs voor een schilderij dat geweigerd was, terug moest betalen.
In de zestiger jaren van de negentiende eeuw werden werken van jonge impressionistische kunstenaars als Monet, Manet, Renoir, Bazille en Sisley geweigerd door de Académie des Beaux-Arts, organisator van de officiële Salon de Paris. Zelfs schilderijen van Courbet, die in die tijd al tot de erkende kunstenaars behoorde, werden regelmatig door de jury geweigerd.

## De achtergronden van de eerste Salon des Refusés

### De beslissingen van de jury in het voorjaar van 1863
In 1863 werd het aantal schilderijen dat een kunstenaar bij de jury in mocht leveren beperkt tot drie. Op deze beslissing was in de Franse kunstkringen al grote kritiek.
De beraadslagingen van de jury, welke schilderijen in de tentoonstelling opgenomen zouden worden, begonnen op 2 april 1863. Al op 5 april verspreidde zich onder Parijse kunstenaars het gerucht dat de jury bijzonder selectief was. Op 12 april werd de beslissing van de jury bekendgemaakt. Het bleek dat drie vijfde van de 5000 schilderijen die door 3000 kunstenaars ingeleverd waren, geweigerd werd.
De galeriehouder Louis Martine had zich al in de voorgaande jaren verdienstelijk gemaakt, door werken tentoon te stellen die van de traditionele kunstopvatting afweken. Martine deelde de Parijse pers mee, dat hij van plan was, de geweigerde schilderijen in zijn galerie tentoon te stellen. Wel zou hij te weinig ruimte gehad hebben de 3000 schilderijen en plastieken uit te stallen.

### Beslissing van Napoleon III

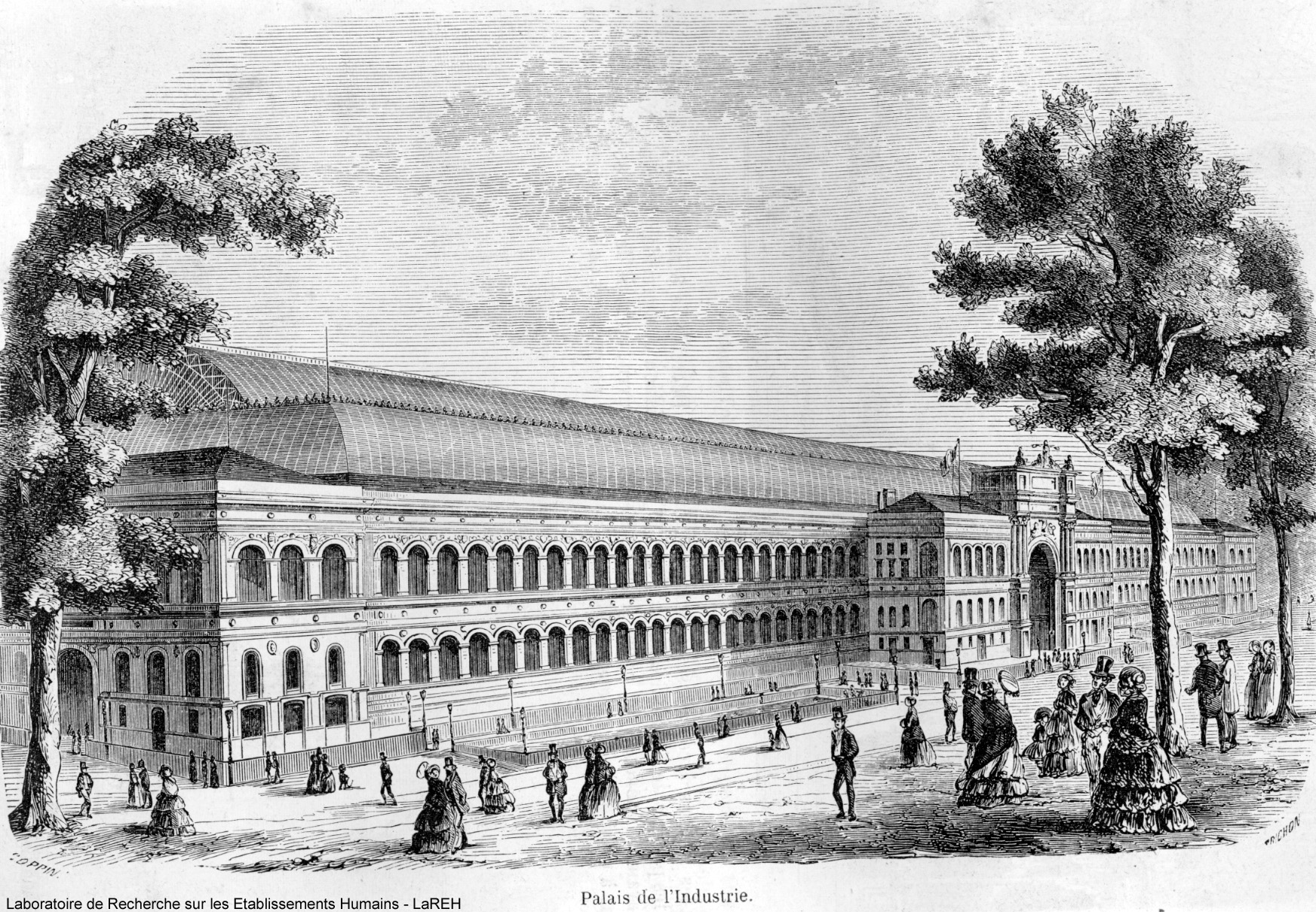
Het Palais de l'industrie

De overweldigende kritiek die op de jury van de Parijse salon geleverd werd op grond van haar rigide keuze, kwam ook de Franse keizer ter kennis. Napoleon III liet zich op 22 april een deel van de geweigerde werken tonen. Graaf Alfred Émilien de Nieuwerkerke, die tegelijkertijd algemeen directeur van de musea, superintendant voor der schone kunsten en voorzitter van de jury was, kreeg daarna de opdracht alle afgewezen werken in een afzonderlijk deel van de tentoonstelling te tonen. Dit moest gebeuren in het Palais de l'Industrie, dat ook de Parijse salon herbergde. Het Palais de l'Industrie was gebouwd voor de wereldtentoonstelling van 1855, en was zo groot dat het daadwerkelijk in staat was beide tentoonstellingen te huisvesten.
De beslissing van de Franse keizer werd destijds in de pers overwegend als wijs, royaal en liberaal opgevat. Vanuit het tegenwoordige perspectief kan men het ook anders beoordelen. Napoleon III ervoer zelf een groot deel van de geweigerde werken, zoals Édouard Manets "Le déjeuner sur l'herbe", als lelijk en onfatsoenlijk. Omdat een deel van de werken erg van de gangbare smaak afweek, kon men ervan uitgaan dat het publiek weinig genoegen aan de geweigerde werken zou beleven. De beslissing alle werken in de Salon des Refusés tentoon te stellen, zou ook met de bedoeling genomen kunnen zijn het aanzien en de autoriteit van de jury van de Parijse salon te herstellen
Manets biograaf komt tot een heel andere conclusie. Hij ziet daarin een enkele stap in het diverse en ononderbroken spel van intriges tussen het hof en de oppositie. De École des Beaux-Arts was tot 1863 een instelling van de stad Parijs en gedroeg zich naar de mening van Napoleon III te onafhankelijk. Het protest van de afgewezen schilders zou voor hem een welkome gelegenheid geweest zijn deze instelling in een staatsschool te veranderen.

### Tentoonstellen of niet?
De kunstenaars werd de keuze gesteld hun werken voor 7 mei 1863 terug te trekken, of te accepteren dat ze tentoongesteld werden. Voor de afgewezen kunstenaars was dit geen gemakkelijke beslissing. Wie zijn werken tentoonstelde liep het gevaar, de toorn van de jury over zich heen te krijgen, en daarmee zijn kunstenaarscarrière langdurig in gevaar te brengen. Wie zijn werken echter terugtrok, laadde de verdenking op zich geen vertrouwen in zijn eigen vaardigheden te hebben. Gustave Courbet greep de mogelijkheid aan zijn geweigerde werken aan een breed publiek te tonen. Édouard Manet was echter van mening, dat alleen de officiële Parijse salon de juiste plaats was om als kunstenaar erkenning te krijgen.

### De kunst van de rangschikking
Naast de intriges die zich bij de selectie binnen de jury afspeelden, had de Parijse salon ook de reputatie dat de rangschikking van de schilderijen relaties en zelfs smeergeld een rol speelden. Schilderijen konden zodanig aan de vol gehangen muren opgehangen worden, dat ze met een grote waarschijnlijkheid door de bezoekers bekeken werden. Schilderijen van schilders zonder invloed werden voornamelijk in een slecht toegankelijke hoek, of zo hoog aan de muur gehangen, dat ze door bezoekers over het hoofd gezien werden.
De jury van de Parijse salon verzorgde ook de rangschikking van de schilderijen in de Salon des Refusés. Dit werd zelfs door de critici die dicht bij de kunstopvatting van de academie stonden, kritisch bekeken:

Het is gevaarlijk de jury of enige van haar leden invloed op het ophangen van werken die door de jury geweigerd zijn, toe te staan. Haar voornaamste doel is natuurlijk zich voor de openbaarheid te rechtvaardigen, en voor dit doel hebben ze ditmaal, tegen de gewoonte in, de slechtste schilderijen met de grootste zorgvuldigheid op de beste plaatsen gehangen (citaat naar Rewald, pag. 58)

schreef de Engelse kunstcriticus Hamerton in een Londens tijdschrift.
Zo kreeg het schilderij Meisje in het Wit van James McNeill Whistler, dat door de jury als bijzonder slecht beoordeeld werd, een plaats dicht bij de ingang van de salon zodat iedere bezoeker dit voor die tijd ongewone schilderij bij het betreden van de tentoonstelling wel moest zien.

### De reactie van het publiek
Van de tegenwoordig als belangrijkste 19e-eeuwse schilders beschouwde kunstenaars waren op de eerste tentoonstelling naast Manet, Courbet en Whistler ook Johan Barthold Jongkind, Camille Pissarro, Paul Cézanne, Armand Guillaumin, Félix Bracquemond, alsook Henri Fantin-Latour, Armand Gautier en Alphonse Legros vertegenwoordigd. Van de laatste drie waren ook schilderijen voor de officiële tentoonstelling geaccepteerd. De catalogus van de Salon des Refusés vermeldt niet al deze schilders. Hij is onvolledig gebleven omdat hij zonder hulp van de overheid samengesteld moest worden, en de tijd voor een volledige opsomming niet toereikend was.
De tentoonstelling van de Salon des Refusés begon op 15 mei terwijl de officiële salon al op 1 mei geopend was. Vanaf het begin trok de Salon des Refusés een groot aantal bezoekers. Op zondagen telde men tot 4.000 bezoekers. Daarmee toonde deze expositie een grotere aantrekkingskracht dan de officiële salon. De pers wijdde aan de in de Salon des Refusés tentoongestelde kunstenaars meer en langere artikelen, zodat in de pers de grap de ronde deed, dat de kunstenaars van de Parijse salon hoopten het volgende jaar ook afgewezen te worden, om zo meer aandacht te krijgen. De meerderheid van de artikelen was echter afwijzend over de hier tentoongestelde kunst en ook de reactie van het publiek was afwijzend. Men lachte om de afgewezen werken.

### Meisje in het WitenLe déjeuner sur l'herbe- het schandaal van de Salon
De strategie van de jury om Whistlers Meisje in het Wit zo op te hangen dat het geen enkele bezoeker kon ontgaan, had het gewenste effect. Émile Zola berichtte dat het schilderij door de bezoekers bijzonder vaak bespot werd. Het schilderij, dat tegenwoordig op grond van zijn harmonie van verschillende tonen wit als een meesterwerk wordt beschouwd, wekte vanwege zijn onconventionele manier van schilderen en afbeelden bij het publiek en de critici een bijzonder sterke afwijzing op. Whistler had op het schilderij zijn geliefde Jo geportretteerd, die door een Amerikaanse criticus beschreven werd als een :krachtig, roodharig wijf met een lege blik en zielloze ogen, die om onverklaarbare reden op een wolfsvel staat. (citaat naar Rewald, pag. 62)

Manet, Le déjeuner sur l'herbe, 1863, Musée d'Orsay, Parijs

Een vergelijkbare afwijzing kreeg Manets Le déjeuner sur l'herbe, dat in de catalogus als Les Bains vermeld wordt. Nadat via de pers bekend geworden was dat keizer Napoleon III bijzonder aanstoot had genomen aan dit schilderij, was de aandacht van alle bezoekers verzekerd. De afbeelding van een naakte vrouw in gezelschap van twee geklede mannen was ongewoon, maar in de kunstgeschiedenis niet onbekend. Manet had zich voor dit schilderij laten inspireren door een kopersnede van Rafaël. De afwijzing door de critici die het schilderij ten deel viel, was daarom minder op het afgebeelde en meer op de schilderwijze terug te voeren.

Het "Bad" is bijzonder gewaagd: een naakte vrouw zit rustig op het gras, in gezelschap van twee geklede mannen; op de achtergrond een badende vrouw in een kleine vijver, en een heuvelachtig landschap op de achtergrond. Over het tafereel welft zich het loverdak van grote bomen. De naakte vrouw is helaas niet schoon van gestalte, en men kan zich niets lelijkers voorstellen dan de heer die naast haar uitgestrekt ligt en niet eens op het idee is gekomen om onder de blote hemel zijn verschrikkelijk slappe hoed af te nemen. Precies deze tegenstelling tussen een lummel die helemaal niet in het karakter van een landelijke scène past, en de nietsverhullende badende is zo schokkend. Ik heb geen idee wat een intelligente en voorname kunstenaar aanleiding heeft gegeven een zo ongerijmde compositie te kiezen... (citaat naar Jedlicka, pag. 51)

schreef de cultuurcriticus Bürger-Thoré in een verslag over de Salon des Refusés. In afwijking van de conventionele stijl was de achtergrond slechts schetsmatig aangeduid; contouren waren slechts met vluchtige penseelstreken geschilderd; gestalte kregen de vormen door het contrast van de kleuren.

## Latere edities
In 1864 kende de overheid geen expositieruimte meer toe aan de geweigerden, maar gedoogde ze wel dat zij zelf het initiatief namen, op voorwaarde dat een en ander ordentelijk verliep. Manets Déjeuner sur l'herbe veroorzaakte dermate veel commotie, dat de prefectuur verdere toelatingen weigerde. In 1873 en 1875 was er in de marge van de officiële salon weer ruimte voor een Salon des Refusés, ook al werd die naam niet meer gebruikt. De impressionisten organiseerden in 1874 een eigen tentoonstelling, die ze bewust niet in de lijn van de Salon des Refusés plaatsten. Hun exposities vonden plaats tot 1886.